# Podturen
Podturen (madž.: Bottornya) je obmejno medžimursko naselje na Hrvaškem, ki je središče istoimenske občine; le-ta spada pod Medžimursko županijo.

## Etimologija in zgodovina
Podturen  je ime dobil po stolpu (turnu). Leta 1367 se v zgodovinskih virih omenja villa (vas) Tornu ali Torn, leta 1458 pa judex de Twrnya (sodnik iz Turnja). Bogat plemič Kristoferus Fadan de Turan se omenja leta 1495. Drugi zgodovinski viri navajajo, da se je na začetku 14. stoletja v Medžimurju naselila plemiška rodbina Héderváry-Pot. Domnevno so ustanovili naselje Poth-Tornyi (Podturen) in so imeli majhen grad v današnji Belici.

## Demografija
| Pregled števila prebivalcev po letih | Pregled števila prebivalcev po letih | Pregled števila prebivalcev po letih | Pregled števila prebivalcev po letih | Pregled števila prebivalcev po letih | Pregled števila prebivalcev po letih | Pregled števila prebivalcev po letih | Pregled števila prebivalcev po letih | Pregled števila prebivalcev po letih | Pregled števila prebivalcev po letih | Pregled števila prebivalcev po letih | Pregled števila prebivalcev po letih | Pregled števila prebivalcev po letih | Pregled števila prebivalcev po letih | Pregled števila prebivalcev po letih |
| ------------------------------------ | ------------------------------------ | ------------------------------------ | ------------------------------------ | ------------------------------------ | ------------------------------------ | ------------------------------------ | ------------------------------------ | ------------------------------------ | ------------------------------------ | ------------------------------------ | ------------------------------------ | ------------------------------------ | ------------------------------------ | ------------------------------------ |
| 1857                                 | 1869                                 | 1880                                 | 1890                                 | 1900                                 | 1910                                 | 1921                                 | 1931                                 | 1948                                 | 1953                                 | 1961                                 | 1971                                 | 1981                                 | 1991                                 | 2001                                 |
| 1281                                 | 1467                                 | 1603                                 | 1801                                 | 1814                                 | 2042                                 | 2169                                 | 2264                                 | 2420                                 | 2629                                 | 2254                                 | 2178                                 | 2037                                 | 1735                                 | 1542                                 |

## Regionalno in čezmejno sodelovanje
Občina Podturen sodeluje v čezmejnem projektu Mura Drava, s katerim se medsebojno povezujejo nekatere občine v Sloveniji in na Hrvaškem. Projekt ima svoj spletni portal Mura Drava TV.